# CV-128
La CV-128 comunica la CV-15 a su paso por la Venta del Segarró, en Villar de Canes, con la N-232 y la Venta del Aire.

## Nomenclatura
La CV-128 pertenece a la red de carreteras de la Diputación de Castellón. Su nombre viene de la CV (que indica que es una carretera autonómica de la Comunidad Valenciana) y el 128, es el número que recibe dicha carretera, según el orden de nomenclaturas de las carreteras de la Diputación Provincial de Castellón.

## Trazado actual
Comienza en la CV-15, en una zona conocida como la Venta del Segarró, y se adentra en el campo dirección Catí. Poco antes de llegar a este municipio, enlaza con la pista que la une con Albocácer, y poco más adelante, llega a Catí, donde lo circunvala. Tras pasar esta localidad, continua la carretera CV-128 sentido la N-232, donde poco más adelante llega y pone fin a su trazado.

## Futuro de la CV-128
- Recientemente se ha abierto la circunvalación de esta carretera en Catí.